# غوردون ديلارد
غوردون ديلارد (بالإنجليزية: Gordon Dillard)‏ هو لاعب كرة قاعدة أمريكي، ولد في 20 مايو 1964 في ساليناس في الولايات المتحدة.

## وصلات خارجية
- غوردون ديلارد على موقع دوري كرة القاعدة الرئيسي (الإنجليزية)
- غوردون ديلارد على موقعبيزبول رفرنس.كوم (الدوري الرئيسي) (الإنجليزية)
- غوردون ديلارد على موقعبيزبول رفرنس.كوم (الدوري الثانوي) (الإنجليزية)
- غوردون ديلارد على موقع إي إس بي إن.كوم (أم.أل.بي) (الإنجليزية)
- غوردون ديلارد على موقع مشجعي الرسوم البيانية (الإنجليزية)